# 瑪氏伊都毛鼻鯰
瑪氏伊都毛鼻鯰，為輻鰭魚綱鯰形目毛鼻鯰科的其中一種，為熱帶淡水魚，分布於南美洲巴西Lapa do Sumidouro Cave淡水流域，體長可達6.8公分，棲息在沙石底質，流動快速的洞穴河流底層水域，生活習性不明。

## 扩展阅读
維基物種上的相關：瑪氏伊都毛鼻鯰